# Георги Евгениев
Георги Евгениев е български доцент, политик от БКП.

## Биография
Роден е на 25 декември 1933 г. в София. Завършва строителния техникум „Христо Ботев“ в родния си град. Започва работа като проектант. През 1958 г. завършва икономика на труда във Висшия икономически институт „Карл Маркс“. Работи известно време в завод „Ленин“ в Перник. От 1960 до 1969 г. работи последователно в Комитета по труда и цените, Комитета по труда и работната заплата и Министерството на труда и социалните грижи. През 1969 г. става съветник в Министерския съвет, а след това е заместник-началник на отдел до 1971 г. В периода 1971 – 1975 г. е първи заместник-министър на труда и социалните грижи, а от 1975 до 1977 г. е първи заместник-министър на снабдяването и държавните резерви. През 1977 г. за кратко е секретар на Министерски съвет, след което до 1986 г. е заместник-председател на Централния съвет на Българските професионални съюзи. Между 1983 и 1986 г. е председател на Комитета по труда и социалното дело. От 4 април 1981 до 5 април 1986 г. е кандидат-член на ЦК на БКП. През 1986 г. е освободен от всички заемани постове, решение, което е отменено през 1990 г. В периода 1986 – 1994 г. работи в УНСС като е заместник-ректор през 1994 г. През 2003 г. става председател на Надзорния съвет на „Персонал – Холдинг“ АД, както и главен редактор на сп. „Панорама на труда“. От 2008 г. е член на Икономическия и социален съвет.

## Основни трудове
- Автоматизация на производството и проблемите на труда – София: Партиздат, 193
- Бригадната организация на труда от нов тип – София: Партиздат, 1975 (в съавторство)
- бригадната организация на труда: състояние и перспективи – София, Профиздат, 1988 (авт.колектив)
- Икономически наръчник за преки ръководители – София: Профиздат, 1981 (авт. колектив)
- Качество на труда – София: Профиздат, 1984 (в съавторство).
- Култура на труда – София, Профиздат, 1988 (в съавторство).
- Методическо ръководство за усъвършенстване организацията на труда – София Профиздат, 1979 (авт. колектив).
- Минимални изисквания за безопасност и здраве при работа, регламентирани в директивите на ЕС – СофияМ: ОКОМ, 2003 г.
- Наръчник по управление на човешките ресурси – София; ИК „Труд и право“, 2002 (авт. колектив)
- Нормиране на труда – София: наука и изкуство, 1978 (в съавторство)
- Някой аспекти на организацията и управлението на дейността на допълнителното доброволно пенсионно осигуряване – София: УНСС, 1996.
- Обществената производителност на труда в промишлеността – София: Партиздат, 1975 (I съавторство).
- Организационно поведение – София: ИУ „Стопанство“, 1993 (авт. колектив).
- Организация и нормиране на труда – София: ВИИ „К.Маркс“, 1976 (в съавторство).
- Организация на труда – София: Наука и изкуство, 1978 (авт. колектив).
- Основи на управлението на човешките ресурси – София УИ "СтопанствоИ, 1993 (авт. колектив).
- Съвременната българска социално-икономическа действителност и възможности за сътрудничество с Гърция ((el)), изд. Гръцки център за производителност – ЕЛКЕПА Солун. 1994 г.
- Терминологичен речник по управление на човешките ресурси – София: УИ „Стопанство“ 2004 (авт. колектив).
- Трудови стандарти – София: УИ „Стопанство“, 2000; 2005; 2006